# شرکت نفت پارس
شرکت نفت پارس یا پالایشگاه پارس نخستین پالایشگاه و شرکت نفت خصوصی ایران است. عبدالعلی فرمانفرمائیان شرکت نفت پارس را تأسیس کرد اما پس از انقلاب توسط جمهوری اسلامی مصادره شد و هم‌اکنون تحت کنترل ستاد اجرایی فرمان امام است. این پالایشگاه، قدیمی‌ترین پالایشگاه تولید روغن موتور و روانساز، در ایران و خاورمیانه است. این پالایشگاه در کیلومتر ۱۹ بزرگراه شهید لشگری و همچنین در محدوده شهرستان قدس قرار دارد.در سال ۱۴۰۳ این شرکت قدیمی و معتبر اقدام به خرید سهام شرکت پالایش نفت پایا نمود و بدین ترتیب علاوه بر همجواری با پالایشگاه نفت بندرعباس ظرفیت تولیدی خویش را حداقل ۳۰ درصد افزایش داده است با این سرمایه گذاری شرکت نفت پارس تبدیل به یکی از بهترین بازیگردان های اصلی بازار روانکار داخلی و صادراتی تبدیل خواهد شد.

## تاریخچه
عبدالعلی فرمانفرمائیان که در دوران دانشجویی سیاست، اقتصاد و فلسفه در دانشگاه آکسفورد خوانده بود، در بازگشت به ایران، به فکر کار صنعتی نوین افتاد. پدر همسر اول او که یونانی بود، در آتن کارخانه تولید روغن موتور به نام «الوین» داشت. با کمک او و برخی از اقوامش، در اول آذرماه ۱۳۳۷ با سرمایه ۱۵۰ میلیون ریال شرکت نفت پارس توسط عبدالعلی فرمانفرمائیان تأسیس شد. فرمانفرمائیان «برای تأمین سرمایه اولیه، یکی دو ملک موروثی را فروخت و تقاضای وام بانکی کرد؛ به طوری که تا سال‌ها بدهی‌های سنگینی به دوش داشت.» بر اساس یک گزارش رسمی، طی سال‌های ۱۳۳۸ و ۱۳۳۹، جمعاً مبلغ ۹۰۰ میلیون ریال ارز جهت ورود انواع روانساز به ایران هزینه شده‌است. این در حالی بود که کل هزینه ساخت و تأسیس پالایشگاه شرکت نفت پارس، به ۲۲۰ میلیون ریال می‌رسید. هدف از تأسیس نفت پارس این بود که روغن موتور و مشتقات نفتی مانند پارافین تولید و در بازار عرضه شود؛ هم برای مصرف‌کننده داخلی و هم برای صادرات به کشورهای همسایه که در آن سال‌ها فاقد چنین فن‌آوری و صنایعی بودند. اعضای هیئت مدیره شرکت نیز همگی از خانواده فرمانفرمائیان بوده‌اند. پالایشگاه آن نیز در سال ۱۳۳۹ در کیلومتر ۱۹ بزرگراه شهید لشگری آغاز به کار نمود. سپس شرکت به صورت سهامی عام ثبت شد و از سال ۱۳۴۱ سهام آن در بورس تهران عرضه شد و شرکت نفتی بزرگ «شل» بخشی از سهام آن را خرید و در سال ۱۳۴۱ طی قراردادی محصولات شرکت تحت لیسانس شرکت نفت شل قرار گرفت. با وجود رقابت سنگین میان غول‌های نفتی جهان همچون «بریتیش پترولیوم»، شرکت نفت پارس توانست بخشی از بازار منطقه را به دست بیاورد. پس از وقوع انقلاب ۱۳۵۷، در جریان مصادره‌های ابتدای انقلاب، تمام اموال و دارایی‌هایی خانواده فرمانفرمائیان همچون ۵۲ خانواده صنعتی دیگر مشمول مصادره و به بنیاد مستضعفان واگذار شد. با شکل‌گیری ستاد اجرایی فرمان امام، شرکت نفت پارس به این ستاد واگذار شد.

## محصولات
پالایشگاه شرکت در سال ۱۳۴۱ حدود ۱۹ نوع روغن موتور و روانساز، ۵ نوع گریس و یک نوع حشره کش را به بازار عرضه نمود. ظرفیت این پالایشگاه در آن سال برابر ۲۰ هزار تن انواع روغن موتور، ۲ هزار تن گریس، ۲ هزار تن پارافین جامد و مقداری حشره کش بوده‌است. به گفته ، مدیرعامل وقت شرکت نفت پارس، ماهانه ۲۸۰ محصول در این شرکت تولید می‌گردد.
پالایشگاه شرکت در سال ۱۳۴۱ حدود ۱۹ نوع روغن موتور و روانساز، ۵ نوع گریس و یک نوع حشره کش را به بازار عرضه نمود. ظرفیت این پالایشگاه در آن سال برابر ۲۰ هزار تن انواع روغن موتور، ۲ هزار تن گریس، ۲ هزار تن پارافین جامد و مقداری حشره کش بوده‌است. کیفیت محصولات شرکت در حد استانداردهای جهانی بود و برای مثال روغن پارس کیان S۱ در زمان خود (نیم قرن قبل) تنها روغن قابل استفاده در موتورهای دیزلی با کارکرد ۴۰۰۰ کیلومتر بوده و موفق به دریافت نشان‌های زیادی شده‌است. ظرفیت پالایشگاه در سال‌های اخیر به شکل چشمگیری افزایش یافته‌است.در حال حاضرشرکت دارای گواهینامه‌های ISO 50001، ISO 10015، ISO 45001، ISO 9001، IATF 16949، ISO 14001، VOLVO , Winterthur Gas & Diesel , VOITH , Man Truck & Bus AG می‌باشد. این شرکت امروزه ۱۰ نوع روغن موتور بنزینی، ۱۵ نوع روغن موتور دیزلی، دو نوع روغن موتور گازسوز، ۵ نوع روغن جعبه‌دنده، ۲۶ نوع روغن صنعتی، ۱۳ نوع گریس ۶ نوع ضدیخ و روغن ترمز، و ۶ نوع روغن موتور کشتی گوناگون تولید می‌کند.
روغن موتورهای بنزینی عبارتند از : پارس سوپر پایا پلاس، پارس سوپر پایا، پارس پایا، پارس سی ان جی - CNG، پارس ارس، پارس تیزرو، پارس سوپر جم، پارس سوپر کیان ویژه، پارس دو زمانه ویژه، پارس تکرو
روغن موتورهای دیزلی عبارتند از: پارس سوپر پیشران، پارس سوپرپایدار اولترا، پارس سوپر پایدار، پارس پایدار، پارس دیزل ترابر، پارس سوپر اروند دیزل، پارس لوکوموتیو، پارس تراکتور STOU، پارس تراکتور UTTO، پارس غزالSTOU، پارس غزال UTTO، پارس ژنراتور ویژه، پارس گازسوز ویژه، پارس باستان، پارس مزدا
روغن‌های دنده خودرو: پارس انتقال اتوماتیک 3 (ATF III)، پارس انتقال اتوماتیک II (ATFII)، پارس مدوس ای پی اس، پارس مدوس ای پی، پارس مدوس
روغن‌های دریایی : پارس موج XL، پارس اقیانوس، پارس موج، پارس لنج، پارس دریا، پارس موج X
سیالات خنک‌کننده : پارس ورسک، پارس یخسار، پارس سهند نیروگاه، یپارس سهند NF، پارس سهند ویژه، پارس سهند
محصولات گریس: پارس لیتیوم (پارس ماهان سابق)، پارس لیتیوم EP (پارس ماهان EP سابق)، پارس لیتیوم MDS (پارس ماهان MDS سابق)، پارس ماهان کمپلکسپارس لیتیوم کمپلکس EP (پارس ماهان کمپلکسEP سابق)، پارس شاسی پلاسپارس کلسیم کمپلکس، پارس کلسیم سولفونات کمپلکس، پارس آلومینیوم کمپلکس، پارس فایبرپارس کوهین (بنتون)، پارس کوهین SHC (گریس نسوز)
روغن‌های صنعتی : پارس اسکرو ماشین، پارس ترانسفرمر U-N، پارس کمپرسور G، پارس کمپرسور S، پارس توربین EP، پارس یاتاقان، پارس هیدرولیک HFDU، پارس کمپرسور ۱۰۵۳، پارس قطره، پارس کمپرسور P(VDL)، پارس کیوان، پارس بابک، پارس بابک ویژه، پارس هیدرولیک ZF، پارس هیدرولیک اتوماتیک، روغن پارس شکیب (پارس نیسان سابق)، پارس شکیب S (پارس نیسان S سابق)، پارس شکیب PAG (پارس نیسان PAG سابق)، پارس توربین، پارس رولینگ، پارس کوئینچینگ، پارس انتقال حرارت، پارس راک دریل، پارس اترک ویژه، پارس فلاشینگ، پارس زنجیر SHT-PAO

## نشان تجاری
نشان تجاری شرکت، نشان گرافیکی شیر بال‌دار نشسته‌ای است که سر مردی را دارد. این نشانه برگرفته از تصاویر و نقش برجسته‌های تخت جمشید است.

## محصولات و بازارهای مصرف
محصولات شرکت نفت پارس شامل انواع روغن‌های موتور ازجمله بنزینی، گازسوز، دیزلی و دنده موتوری؛ انواع روغن‌های صنعتی شامل روغن‌های هیدرولیک، کمپرسور، انتقال حرارت، توربین، گردشی و…؛ انواع روغن‌های کشتی؛ انواع گریس پایه کلسیم، آلومینیوم، منیزیم و…؛ انواع سیالات خنک‌کننده، ضدجوش و ضدرسوب؛ انواع روغن‌های پایه سبک و سنگین؛ انواع محصولات جانبی شامل اکستراکت سبک و سنگین و اسلاک‌وکس سبک و سنگین و انواع پارافین و فوتس‌اویل است. در سراسر ایران، مشتریان نفت پارس، از طریق عاملان فعال شرکت به تمامی محصولات اصلی و جانبی آن دسترسی دارند. بخش عمده‌ای از محصولات اصلی «شنفت» از طریق تعویض روغنی‌ها به مصرف‌کنندگان نهایی ارائه می‌شود. محصولات شرکت نفت پارس به صنایع مختلف کشور نظیر صنایع فولاد و ذوب فلزات، صنعت سیمان، شرکت‌های خودروسازی سبک و سنگین و خدمات پس از فروش آنها، صنایع دریایی، صنایع نظامی، معادن، صنایع لاستیک‌سازی، تولیدکنندگان فعال در صنایع ساختمانی و عمرانی، صنایع حفاری، نیروگاه‌ها، پالایشگاه‌ها، صنایع ریلی، صنایع تولید بلور و شیشه، صنایع بهداشتی و آرایشی، صنایع هوایی و… عرضه می‌شود.
از دیگر تولیدات شرکت نفت پارس، تولید ماسک و مواد ضد عفونی است که خط تولید آن در سال ۱۳۹۸ در این شرکت، افتتاح گردید.

## سهامداران
با آنکه شرکت نفت پارس از ابتدا شرکتی خانوادگی و تحت مالکیت فرمانفرمائیان‌ها بود با وقوع انقلاب ۱۳۵۷ در ایران مصادره گردید. سهامداران نفت پارس، شرکت فؤاد ری (وابسته به ستاد اجرایی فرمان امام، زیر نظر بیت رهبری) و شرکت رویال داچ شل بودند که مجموعاً بیش از ۷۰٪ سهام شرکت را دراختیار داشتند. شرکت شل در سال ۱۳۸۹ سهام خود را در این شرکت واگذار و از مجموعه سهامداران آن خارج شد. خرید ۴۸٫۷٪ سهام این شرکت در سال ۱۳۷۹ توسط شرکت سرمایه‌گذاری فؤاد ری، بزرگ‌ترین معامله سهام بازار بورس ایران بود. شرکت سرمایه‌گذاری فؤاد ری به دلیل وابستگی به ستاد اجرایی فرمان امام معاف از مالیات بوده و مالیات خود را به شرکت نفت پارس می‌پردازد.
سرمایه ثبت شده نفت پارس ۲۵۰ میلیارد ریال می‌باشد.
شرکت نفت پارس همچنین مالک ۵۱٪ از سهام شرکت پارس-شل است که در سال ۱۳۸۰ تأسیس شده‌است. این شرکت ۲۰٪ از محصولات خود را به کشورهای دیگر صادر می‌نماید.هم‌اکنون شرکت توسعه صنعت نفت و گاز پرشیا و گروه تدبیر سهامداران اصلی نفت پارس می‌باشند.

### ترکیب فعلی سهامداران
- شرکت توسعه صنعت نفت و گاز پرشیا (سهامی خاص): ۴۹ درصد
- شرکت گروه توسعه انرژی تدبیر (سهامی خاص): ۱۸ درصد
- شرکت سرمایه‌گذاری ملی ایران (سهامی عام): ۱۵ درصد
- شرکت گروه توسعه انرژی تدبیر (سهامی خاص): ۴ درصد
- شرکت توسعه و مدیریت سرمایه صبا (سهامی خاص): ۱ درصد[۱۴]

## دستاوردها
- دریافت تندیس تعالی ضمانت کیفیت سال ۹۱
- برند نفت پارس در سال ۱۳۹۲ در دهمین جشنواره ملی قهرمانان صنعت ایران به عنوان یکی از ۱۰۰ برند برتر ایران شناخته شد.
- دریافت تندیس واحدتولیدی نمونه اداره کل استاندارد در سال ۱۳۹۲
- برگزیده سومین جشنواره ملی قهرمانان صنعت نفت ۱۳۹۴
- نفت پارس در سال ۱۳۹۶ موفق به دریافت جایزه ملی تعالی و پیشرفت شد.
- نفت پارس در سال ۱۳۹۷ موفق به دریافت تندیس تعالی و پیشرفت شد.
- شرکت نفت پارس در سال ۱۳۹۹ موفق به کسب رتبه اول در استان تهران ودریافت تندیس سیمین به عنوان صنعت سبز کشوردر بیست و دومین همایش ملی واحدهای صنعتی، معدنی و خدمات سبز شد.
- رتبه برتر صادرات در سال ۱۳۹۹
- نفت پارس تندیس بلورین پنجمین دوره جایزه ملی تعالی و پیشرفت را در سال ۱۳۹۹ دریافت نمود.
- نفت پارس تندیس بلورین ششمین دوره جایزه ملی تعالی و پیشرفت را در سال ۱۴۰۰ دریافت نمود.
- نفت پارس در سال ۱۴۰۱ در مراسم اعطای چهارمین جایزه مسئولیت اجتماعی و پایداری بنگاه‌های اقتصادی، به عنوان شرکت برتر موفق به کسب جایزه ملی طلایی مسئولیت اجتماعی(طلا در حوزه محیط زیست) شد.
- شرکت نفت پارس در همایش پایانی ششمین دوره جایزه ملی تعالی و پیشرفت که ۲۴ مهرماه ۱۴۰۱ با حضور معاون اول محترم رئیس‌جمهور برگزار شد، موفق به دریافت تندیس بلورین و با افزایش امتیاز نسبت به دوره قبل، توانست رتبه برتر کشوری در حوزه انرژی (نفت، گاز، پتروشیمی و پالایشگاهی) و عنوان دوم کشور در بین بیش از ۱۶۰شرکت را به خود اختصاص دهد.
- تندیس صادر کننده نمونه ملی کشور در سال ۱۴۰۱
- لوح زرین و کسب عنوان مدیر ارزش آفرین در دومین اجلاس سراسری مدیران ارزش آفرین کشور در سال ۱۴۰۱[۱۵]